# Peter Delpeut
Peter Delpeut (Vianen, 12 de juliol de 1956) és un cineasta neerlandès i escriptor. Nombroses de les seves pel·lícules fan un ús excessiu de metratge apropiat. També ha guanyat diversos premis literaris per les seves obres.

## Biografia
Peter Delpeut va estudiar a l'Acadèmia de Cinema Neerlandesa i va ser editor de la revista de cinema Skrien.
El 1998 es va inaugurar el Festival Internacional de Cinema de Rotterdam amb la seva pel·lícula Felice… Felice….
El 2007 va rebre el Premi Halewijn per Het vergeten seizoen.El 1993 va rebre un Gouden Kalf per la seva pel·lícula The Forbidden Quest. El 1998 la seva pel·lícula Felice...Felice... va rebre el Gouden Kalf al millor llargmetratge. El 2012 va rebre un Gouden Kalf per la seva pel·lícula Immer Fernweh – Das Künstlerleben der Johanna Kaiser.

## Llibres
- Cinéma Perdu. De eerste dertig jaar van de film 1895-1925, Amsterdam (1997)
- Felice… Felice…, Amsterdam (1998)
- Diva Dolorosa. Reis naar het einde van een eeuw, Amsterdam (1999)
- De grote bocht. Kleine filosofie van het fietsen, Amsterdam (2003)
- Het vergeten seizoen, Amsterdam (2007)
- In de woestijn fiets je niet, Amsterdam (2009)
- Pleidooi voor het treuzelen. Over verbeelding en andere genoegens, Amsterdam (2011)
- Kruisverhoor, Amsterdam (2012)
- In het zwart van de spiegel, Amsterdam (2018)
- Het vergeten kwaad. De herinneringen van Jonas Mekas, Amsterdam (2021)
- Jonas Mekas Shiver of Memory, Los Angeles (2022)

## Filmografia
- Emma Zunz (1984)
- Stravers (1986)
- Lyrisch Nitraat (1990)[8]
- The Forbidden Quest (1992)
- E pur si muove (1993)
- Felice... Felice... (1998)[9]
- Diva Dolorosa (1999)
- Schatkamer Rijksmuseum (2000)
- In Loving Memory (2001)
- Go West, Young Man! (2003)
- Dromen van Holland (2004)
- Immer Fernweh (2011)
- One Hand Clapping (2014)
- Voor de dans - Dedicated to Dance (2015)
- Walk the Land (2022)